# Едді Тейлор
Е́дді Те́йлор (англ. Eddie Taylor), повне ім'я Е́двард Те́йлор (англ. Edward Taylor; 29 січня 1923, Бенуа, Міссісіпі — 25 грудня 1985, Чикаго, Іллінойс) — американський блюзовий гітарист і співак. Співпрацював з Джиммі Рідом.

## Біографія
Едвард Тейлор народився 29 січня 1923 року в Бенуа (округ Болівар), штат Міссісіпі. Син Джозефа Тейлора і Мамі Гастон. 1936 року самостійно навчився грати на гітарі, надихаючись музикантами Робертом Джонсоном і Чарлі Паттоном. Свої ранні роки провів в околицях Лелланда (Міссіпі), де вчив свого друга Джиммі Ріда грати на гітарі.
З гітарним стилем в традиції Дельти Міссісіпі, після короткої зупинки у Мемфісі, в 1949 році переїхав у Чикаго, де грав зі Снукі Прайором, Флойдом Джонсом і Джиммі Рідом. 1953 року комбо Тейлора пробувалось на студії Vee Jay Records. Лейбл погодився записати музикантів, за умови, що Едді і Джиммі поміняються ролями, тобто, Рід стане провідним гітаристом. Тейлор взяв участь у записі більшості альбомів Ріда з 1953 по 1964 роки, у тому числі «You Don't Have to Go» (1955), «Ain't That Lovin' You Baby» (1956) і «Honest I Do» (1957), кожен з яких увійшов до топ-10 ритм-енд-блюзового чарту. 1955 року відбувся дебют Тейлора на Vee-Jay: сингл «Bad Boy» з Джиммі Рідом на гармоніці. На другій сесії були записані «Ride 'Em on Down» і «Big Town Playboy». Останніми платівками, записаними на цьому лейблі, стали «You'll Always Have a Home» і «I'm Gonna Love You». Попри те, що записи Тейлора мали випадковий характер, «Bad Boy» і «Big Town Playboy» стали місцевими хітами.
Записи Тейлора продавались значно меншим тиражем, аніж платівки Ріда, тому в 1950-х як сесійний музикант продовжував акомпанувати Джиммі Ріду, а також працював з Джоном Лі Гукером, Джоном Брімом, Елмором Джеймсом, Снукі Прайором та іншими. 1966 року для лейблу Testament записав альбом Masters of Modern Blues Volume 3 (спільно з Флойдом Джонсом на стороні А), спродюсований Пітом Велдінгом. 1972 року в кар'єрі Тейлора відбувся прорив, коли на лейблі Advent записав альбом I Feel So Bad, з гітаристом Філіппом Вокером і гармоністом Джорджом Смітом. На хвилі успіху альбому, Тейлор зробив трансатлантичний тур, під час якого в Бірмінгемі разом з гуртом The Blueshounds записав альбом Ready for Eddie на лейблі Big Bear. Але за цим періодом настав час творчого затишшя. 1981 року вийшов збірник майстрів блюзу Vee Jay Records, куди увійшли композиції Тейлора.
Помер 25 грудня 1985 року у 62 роки в Чикаго, і був похований в безіменній могилі на кладовищі Рествейл в Елсайпі (Іллінойс).
У 1987 році був посмертно включений до Зали слави блюзу.

## Дискографія

### Альбоми
- Masters of Modern Blues Volume 3 (Testament, 1966) з Флойдом Джонсом
- I Feel So Bad (Advent, 1972)
- Ready for Eddie (Big Bear, 1975)
- Bad Boy a Long Way from Chicago (P-Vine, 1978)
- My Heart Is Bleeding (L+R, 1980)
- Still Not Ready for Eddie (Antone's, 1987)

### Сингли
- «Bad Boy»/«E.T. Blues» (Vee-Jay, 1955)
- «Ride 'Em On Down»/«Bigtown Playboy» (Vee-Jay, 1956)
- «You'll Always Have a Home»/«Don't Knock at My Door» (Vee-Jay, 1955)
- «Looking for Trouble»/«I'm Gonna Love You» (Vee-Jay, 1957)
- «I'm Sitting Here»/«Do You Want Me to Cry» (Vivid, 1964)